# Большое Саврасово
Большое Саврасово — деревня в Ленинском городском округе Московской области России.

## Расположение
Деревня Большое Саврасово находится на левом берегу Пахры примерно в 15 км к востоку от центра города Видное. Ближайшие населённые пункты — деревни Григорчиково, Малое Саврасово и посёлок Володарского.

## История
Упоминается в переписной книге 1627 года как пустошь Саврасово. На плане 1670 года обозначается как сельцо Саврасово, рядом с которым находятся крестьянские дворы. Кроме того, из чертежа, сохранившегося в фондах Приказа тайных дел, на обоих берегах реки Пахры, выше впадения в неё реки Жданки, видно, что сельцо Саврасово принадлежало Григорию Сунчалеевичу Черкасскому, который 14 октября 1672 года был убит собственной прислугой. Позднее, к середине XVIII века, из сельца и крестьянских дворов образовалось два населённых пункта — Большое Саврасово и расположившееся на правом берегу Пахры Малое Саврасово.
Название, предположительно, произошло от некалендарного личного имени Саврас. Вероятнее всего, происходит от первопоселенца с именем Савра́с (Савра́сой) — «светло-рыжий» (аналогично соответствующей лошадиной масти) или от фамилии владельца Саврасов, известных по документам с XV века (Савка Саврас Антонов сын, холоп, 1498 г.; Саврас Михайлов сын, приказчик, 1558 г.; Елизарко Саврасов, землевладелец, XV век).
В XIX веке деревня Большое Саврасово входила в состав Домодедовской волости Подольского уезда. В 1899 году в деревне проживало 106 человек.
С 1994 до 2006 года деревня входила в Володарский сельский округ Ленинского района, а с 2006 до 2019 года в рамках организации местного самоуправления включалась в Володарское сельское поселение Ленинского муниципального района.
С 2019 года входит в Ленинский городской округ.

## Население
| 2002 | 2006 | 2010 |
| ---- | ---- | ---- |
| 17   | ↘5   | ↗59  |

Согласно Всероссийской переписи, в 2002 году в деревне проживало 17 человек (7 мужчин и 10 женщин). По данным на 2005 год в деревне проживало 5 человек.

## Достопримечательности
Вблизи деревни расположены славянские курганы, датированные XI—XIII веками. Курганы имеют статус памятника археологии.